# Batalha de Almoster
A Batalha de Almoster (por vezes também referida como Batalha de Santa Maria ou da Ponte de Santa Maria) foi travada em 18 de Fevereiro de 1834, saldando-se por uma vitória das tropas liberais, comandadas pelo Marechal Saldanha, sobre as chamadas tropas absolutistas, ou legitimistas, comandadas pelo General Lemos.
Pela vitória nesta batalha o Marechal Saldanha, então Conde de Saldanha, recebeu os títulos de Marquês de Saldanha e Conde de Almoster, este último reservado aos herdeiros da Casa de Saldanha. Com a posterior elevação a Ducado os herdeiros da Casa de Saldanha passaram a usar o título de Marquês de Saldanha.

## História
Santarém era o fulcro da guerra civil, mas o domínio da facção miguelista não existia apenas nesta cidade. Com efeito, apesar de várias vitórias liberais, no Norte as províncias de Trás-os-Montes, Minho e Beira Alta estavam ainda em poder de D. Miguel, que contava além disso com um vasto número de milícias que lhe eram fiéis no sul do País.
Foi então que Saldanha, comandante das forças liberais, estabeleceu o plano de, sem deixar de manter o cerco a Santarém, atacar com uma parte das suas tropas as cidades de Leiria e Coimbra, o que teria por efeito isolar os miguelistas que resistiam na capital ribatejana. As tropas de Saldanha fizeram a sua junção, em Rio Maior, com as que ele mandara ir de Lisboa e, em 16 de Janeiro de 1834, foi lançado, por dois lados, o ataque a Leiria. Vendo-se na iminência de ficar com a retirada cortada, os miguelistas abandonaram sem demora o Castelo de Leiria e tentaram refugiar-se em Coimbra. Seguidamente, nos primeiros dias de Fevereiro, o General Póvoas, comandante das tropas miguelistas, pôs em execução um plano para atacar os liberais que ocupavam Pernes e os que cercavam Santarém.
Prevendo a possibilidade de tal tentativa, Saldanha tomou as precauções necessárias, fazendo com que o plano segurasse. Póvoas estabeleceu então novo projecto, que se baseava num ataque a Ponte de Asseca - em poder dos liberais - a fim de abrir caminho para Lisboa, onde deveria eclodir uma revolução miguelista. Dividindo-se em dois, no dia 18 de Fevereiro os miguelistas fizeram marchar as cerca de 4 000 tropas do general Póvoas sobre Ponte de Asseca, embora sem efectuarem um ataque em larga escala que lhes permitisse conquistar posições. O seu objectivo era fazer uma manobra de diversão, para que fosse o General Lemos, que enquanto isso avançava com entre 4 500 e 5 000 homens em direcção a Almoster e Santa Maria, a romper as linhas dos liberais. Estes viam-se assim obrigados a estender a sua cortina defensiva, enfraquecendo-a. Contudo, os comandados de Saldanha tinham a seu favor o facto de o terreno por si ocupado ser extremamente difícil de conquistar, pois formava um desfiladeiro estreito, entre colinas cobertas de mato denso.
Embora Saldanha viesse mais tarde a ficar com a fama de ter compreendido desde logo os intuitos de Lemos, armando por isso uma cilada aos miguelistas ao alegadamente permitir de forma deliberada que estes subissem o desfiladeiro uma vez passada a ponte de Santa Maria, tal teoria carece de qualquer fundamento tendo em conta os relatos da batalha de Luz Soriano  e de outras crónicas coevas, tais como a do Barão de Saint Pardoux (A Guerra Civil em Portugal 1833-1834). Segundo se depreende claramente da leitura de Luz Soriano (op. cit., tomo V, pp. 219–23), os liberais limitaram-se a seguir os movimentos dos miguelistas, respondendo-lhes apressadamente quando estes decidiram avançar, tendo Saldanha, mesmo nessa altura, dado mostras de grande indecisão.
Atacando então primeiro em campo aberto e, uma vez passada a ponte, pelo desfiladeiro acima (sempre debaixo de fogo inimigo), a infantaria miguelista foi conquistando terreno com grande bravura, mas à custa de pesadas baixas. Assim perderam a vida o General Santa Clara, quando carregava o inimigo à frente das suas tropas, e o Brigadeiro Brassaget, que prontamente o substituiu na vanguarda ao vê-lo cair. A sorte das armas manteve-se indecisa até ao momento em que, "por iniciativa própria", segundo Luz Soriano (op. cit., tomo V, p. 221), o coronel Queirós vislumbrou a hipótese de atacar os miguelistas de flanco e, à frente dos batalhões de caçadores nº 2 e nº 12, cortou-lhes a retirada para a ponte de Santa Maria, ao passo que, com os regimentos de infantaria nº 3 e nº 6, ficando o nº 1 de reserva, o brigadeiro Brito lançava uma impetuosa carga à baioneta. Quanto a Saldanha, comandava pessoalmente Infantaria nº 1 — o mesmo regimento com que detivera com notável mestria, mais de 20 anos antes, a célebre carga do Buçaco — e manteve-se sempre na retaguarda.
Só nessa altura os soldados de D. Miguel compreenderam a terrível situação em que se encontravam. Vendo a sua infantaria em riscos de ser dizimada, o General Lemos ainda fez avançar a cavalaria, mas o Brigadeiro Bacon, à cabeça dos experientes Lanceiros da Rainha (que, à semelhança do que acontecia em todo o exército liberal, contavam com um assinalável número de mercenários estrangeiros veteranos de outras guerras), fez gorar mais esse intento dos miguelistas. A derrota destes foi pesada, e as suas perdas excederam um milhar de homens. No entanto, a forma como retiraram foi, do ponto de vista militar, irrepreensível, o que evitou um número de baixas ainda maior. Do lado liberal houve também baixas de vulto a lamentar, tendo sido particularmente sentida a morte do Coronel Miranda (Luz Soriano, op. cit., tomo V, p. 223).
Esta Batalha de Almoster significou, na opinião de muitos, o desmoronar das esperanças do irmão de D. Pedro IV de reconquistar Lisboa e, possivelmente, de vencer a guerra.